# KV9
KV9 (англ. Kings' Valley № 9) известна так же как «Гробница Мемнона» (фр. La Tombe de la Metempsychose) — гробница фараонов из XX династии: Рамсеса V и Рамсеса VI. KV9 известна как первая гробница Долины царей, в которой собраны все заупокойные книги, созданные в эпоху Нового царства: Книга пещер, Книга земли, Книга Небесной Коровы, Амдуат, Книга врат и Литания Ра.
О ней известно с давних времён, судя по тому, что ещё в римское время античные туристы оставляли здесь свои граффити. С 1888 году в гробнице провели расчистку от завалов. Внутренние убранство этой гробницы менее роскошно (явно заметный упадок Египта того времени), чем декор гробниц предшествующих фараонов, однако в деталях идентично с другими погребениями этой династии. Потолок главного зала гробницы украшен астрономическими рисунками.

У подножия KV9 находится знаменитая гробница Тутанхамона (KV62).
- 3D-план гробницы
- Пятый раздел Книги пещер
- Сцена из первой части Книги земли
- Астрономическая роспись потолка в зале